# Curtis Edward Amy
Curtis Amy (Curtis Edward Amy), né à Houston au Texas le 11 octobre 1929 et mort le 5 juin 2002 à Los Angeles, est un saxophoniste ténor, soprano, alto, un clarinettiste, flûtiste et compositeur américain de jazz.

## Biographie
De mère pianiste, il reçoit une initiation musicale précoce (clarinette à l'école, puis la direction de big bands de collégiens de 1950 & 1952).
En 1955, à Los Angeles. Il joue dans des orchestres de rhythm and blues, puis avec les organiste Perri Lee Blackwell et Paul Bryant. Il enregistre sous son nom régulièrement depuis 1961, et participe à quelques enregistrements en grand orchestre (avec Gerald Wilson, Jack Wilson, Lou Rawls, Onzy Matthews). Il a travaillé comme instrumentiste free-lance notamment avec Dizzy Gillespie, Roy Ayers, Johnny Almond et Amos Easton. Il se produit aussi avec sa femme la chanteuse Merry Clayton.
Il utilise surtout le ténor, avec une sonorité légèrement « growlée » et « dirty » (volontairement sale, impure) avec une volonté expressionniste imitée de Gene Ammons et de Sonny Stitt, puis plus tard, de John Coltrane : exemple typique de « ténor velu ». Il jouait aussi du saxophone soprano.
Depuis la fin des années 1960, il semble avoir abandonné la carrière musicale, si l'on excepte un disque en 1974.
Il a de nouveau enregistré en 1994 avec  Steve Huffsteter (trompette),  Bob McChesney (trombone), Donn Wyatt ou Frank Strazzeri au piano,  John B. Williams à la basse, Leon Ndugu Chancler à la batterie.

## Discographie

### Comme leader
- The Blues Message (1960) (Pacific Jazz)
- This is the Blues (1960) (Kimberly)
- Groovin' Blue (1961) (Pacific Jazz)
- Meetin' Here (1961) (Pacific Jazz)
- Way Down (1962) (Pacific Jazz)
- Katanga! (1963) (Pacific Jazz)
- Tippin' on Through (1963) (Pacific Jazz)
- Sounds of Hollywood (1965) (Palomar)
- Jungle Adventure in Music and Sound (1966) (Coliseum)
- Mustang (1967) (Verve)
- Piece for Love (1994) (Fresh Sound)

### Comme sideman
Avec The Doors
- The Soft Parade (Elektra, 1969)

Avec Dizzy Gillespie
- Jazz Recital (Norgran, 1956)

Avec Carole King
- Tapestry (Ode, 1971)

Avec Lou Rawls
- Black and Blue (Capitol, 1963)
- Tobacco Road (Capitol, 1963)

Avec Gerald Wilson
- On Stage (Pacific Jazz, 1965)
- Feelin' Kinda Blues (Pacific Jazz, 1965)

## Sources
- Dictionnaire du Jazz  (Philippe Carles, 1988)

- Ressources relatives à la musique :   - AllMusic
  - Discogs
  - MusicBrainz
  - Muziekweb
- Notices d'autorité :   - VIAF
  - ISNI
  - BnF (données)
  - LCCN
  - GND
  - CiNii
  - Espagne
  - WorldCat